# Lukas Moser

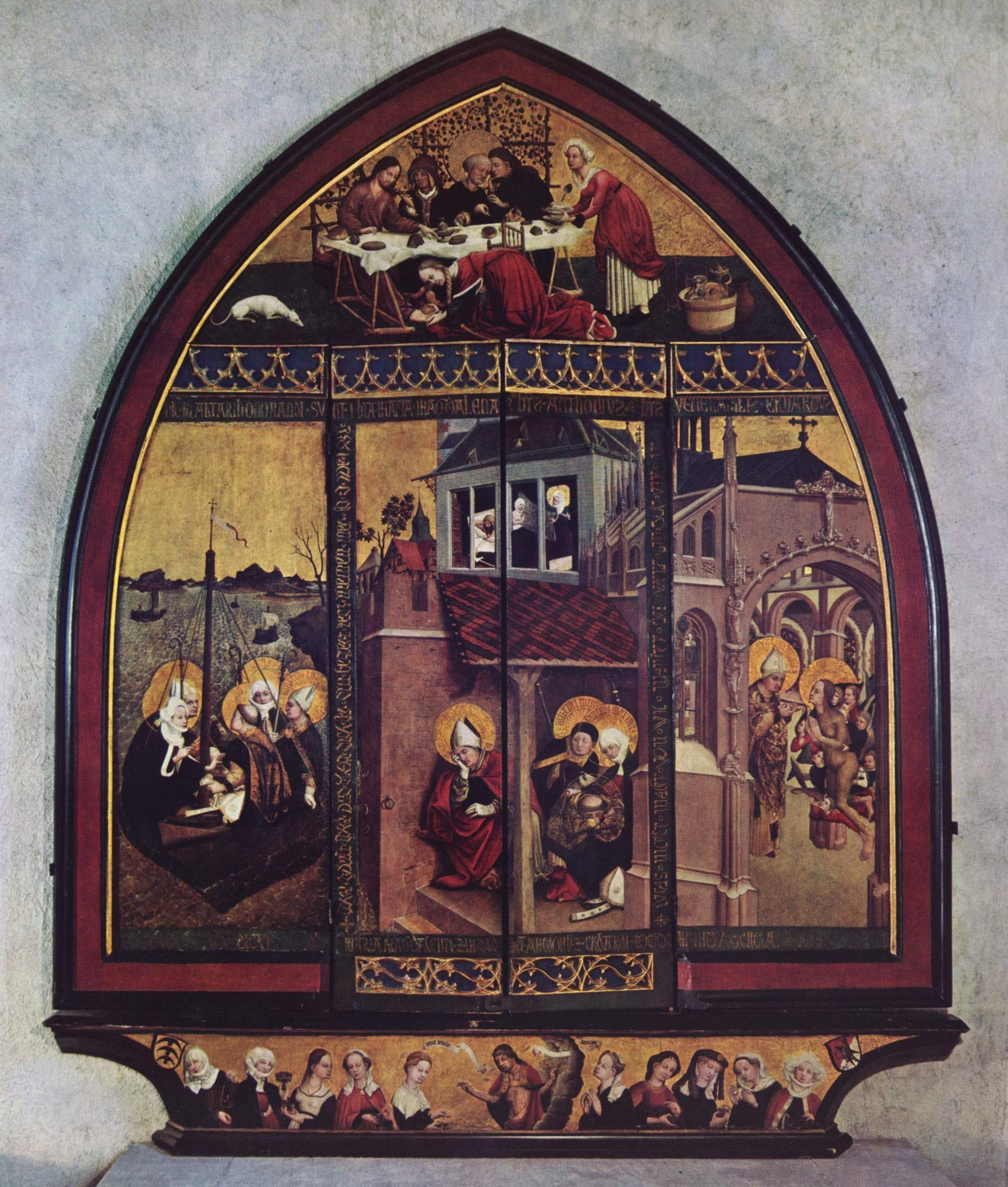
Altarskåpet i Tiefenbronn.

Lukas (eller Lucas) Moser var en tysk medeltidsmålare på 1400-talet, verksam i Schwaben. 
Moser var en av de målare i västra Tyskland, som bildar en övergång från den äldre stränga formgivningen till uttryck för en mera omedelbar naturkänsla. Hans enda kända verk är en helgonhistoria i små målningar, med åskådligt berättande innehåll, vilka utfördes 1431 för kyrkan i Tiefenbronn, där de ännu finns kvar. Georg Nordensvan kommenterar i Nordisk Familjebok: "Helgonen äro unga, milda och vänliga. Kompositionerna upptaga såväl invecklad arkitektur som landskap och sjöstycken med seglare. Den flamska miniatyrens uppfattning och framställningssätt gå där igen." 